# Cây thiêng

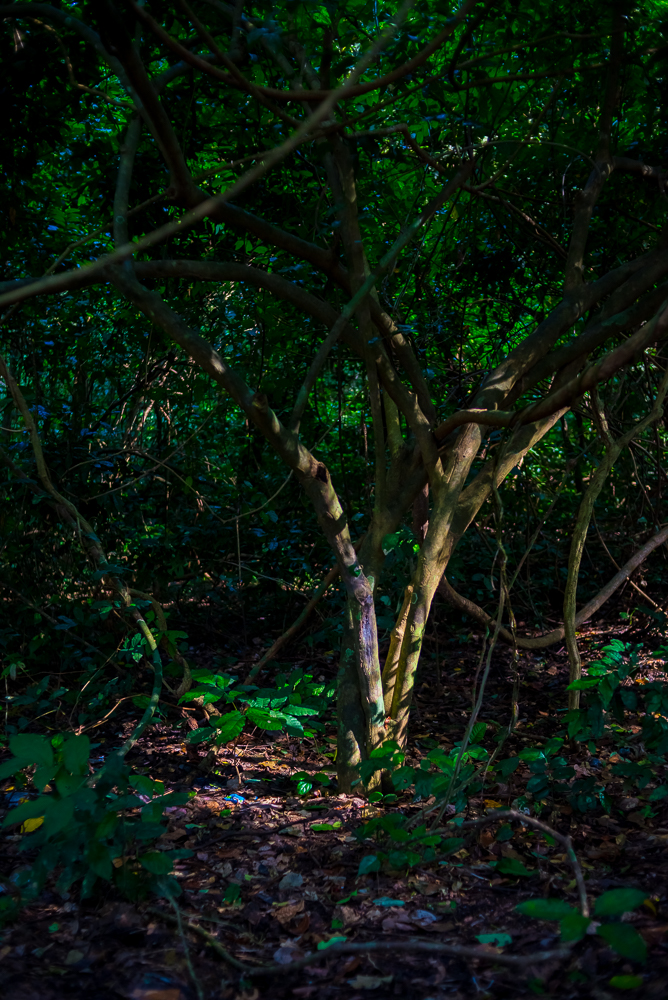
Cây thiêng Osun-Osogbo

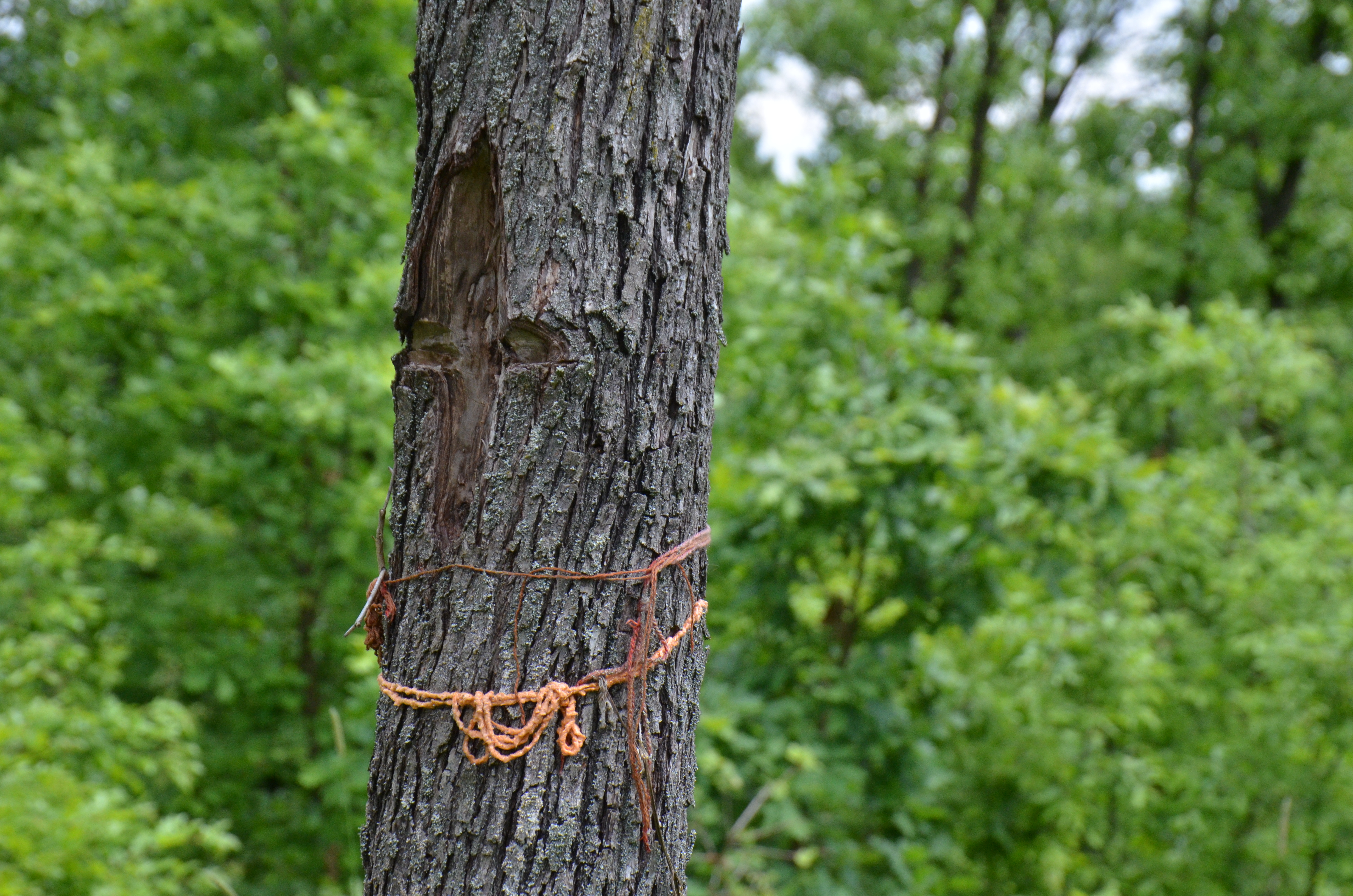
Cây thiêng ở Serbia

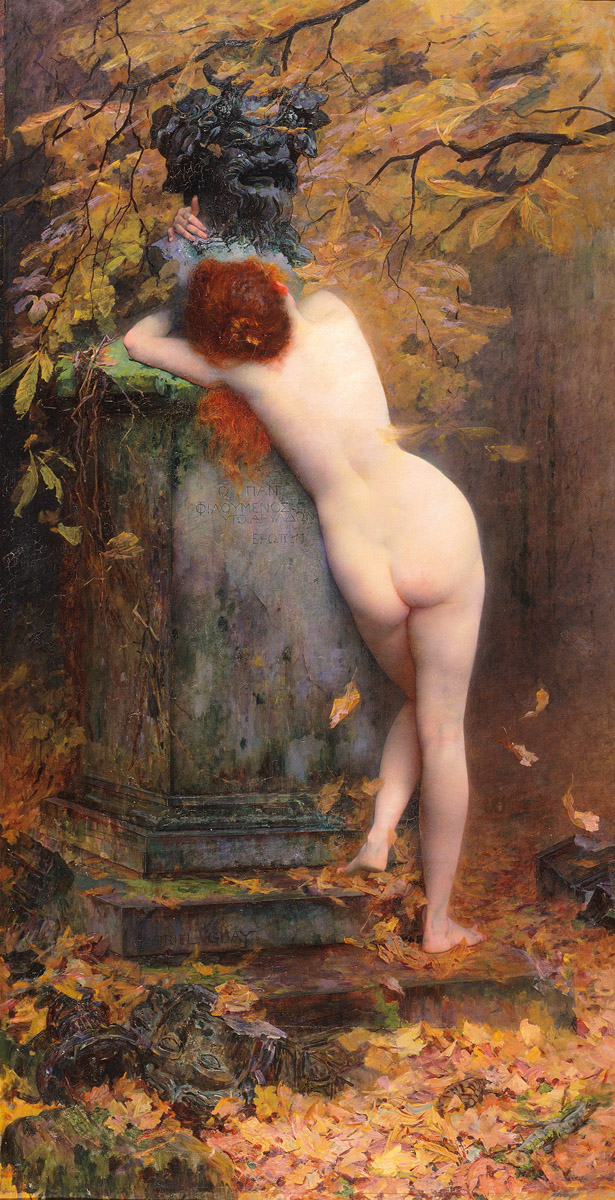
Nữ thần cây Dryad trong thần thoại Hy Lạp

Cây thiêng (Sacred tree) là cây được coi là có sự thánh thiêng, tính linh thiêng, đáng được tôn kính, sùng bái về mặt tinh thần. Những cây cối như vậy xuất hiện xuyên suốt lịch sử thế giới ở nhiều nền văn hóa khác nhau, bao gồm thần thoại Hindu cổ đại, thần thoại Hy Lạp, thần thoại Celtic và thần thoại Đức. Chúng cũng tiếp tục có ý nghĩa sâu sắc trong văn hóa đương đại ở những nơi như Nhật Bản (Shinboku), Hàn Quốc (Dangsan namu), Ấn Độ (Cội Bồ-đề) và Philippines, cùng nhiều quốc gia khác. Những cây thiêng được gọi là shinboku là một phần ăn sâu vào nền văn hóa Nhật Bản vốn luôn coi mình là sự hợp nhất với thiên nhiên thay vì tách biệt khỏi thiên nhiên do đó, họ thừa nhận sự thiêng liêng của cây cối, đá, núi non, rừng rậm và các yếu tố đã là một chủ đề tương đối ổn định trong văn hóa Nhật Bản trong hàng nghìn năm. Trong Phật giáo xem cây vấp là linh thụ, tiếng Phạn gọi là Nāgapuṣpa (nghĩa là "hoa rồng"), hay còn gọi là cây Long Hoa (龍華樹 lónghuā shù/Long Hoa thụ) với điển tích Hội Long Hoa mà dưới tán nó, Bồ Tát Di Lặc (vị Phật tương lai) sẽ thành tựu Phật quả, là nơi Bồ tát Long Hoa Di Lặc sẽ thuyết bài pháp đầu tiên của Ngài sau khi thành đạo, giáo hóa và độ thoát vô số chúng sinh, cây Long Hoa được mô tả trong kinh điển là một loại cây rất to lớn, có hoa màu vàng rực rỡ (gọi là hoa Long Hoa), tỏa hương thơm ngát và có vẻ đẹp phi thường.

## Dẫn luận
Tục thờ cây cối là một phần cốt lõi của các tôn giáo bao gồm các khía cạnh của thuyết vật linh là yếu tố cốt lõi trong niềm tin của những tín nhân, đó là niềm tin thân thiện với môi trường rằng cây cối, rừng, sông, núi, nguồn nước có sinh lực và cần phải được bảo tồn và sử dụng một cách bền vững. Một ví dụ về tầm quan trọng của cây thiêng trong văn hóa đô thị đương đại là cây long não 700 năm tuổi mọc ở giữa ga Kayashima. Người dân địa phương phản đối việc di chuyển cây khi nhà ga phải mở rộng nên nhà ga đã được xây dựng xung quanh nó. Cây đa thiêng (Banyan) là Quốc thụ của Ấn Độ, và Cội Bồ-đề mà người ta cho rằng Đức Phật đã thiền định ở Bồ Đề Đạo Tràng (Bodh Gaya) cũng được tôn kính là cây linh thiêng. Cây thiêng đôi khi được trồng trong các khu rừng thiêng, trong đó cũng có thể có các loại cây khác nhau xen kẽ.
Trong Cơ Đốc giáo thì nhiều loại cây cối trong thiên nhiên và trong khu vườn thiêng được coi là thánh thiêng, chẵng hạn như cây sự sống ở vườn Địa đàng. Ngoài ra, nhiều người theo đạo Cơ Đốc cũng áp dụng tập tục tôn kính cây thường xanh trong các lễ hội mùa đông vào tháng 12. Đây là một thực tế thường thấy do người ta tin rằng cây thường xanh sống lâu và sẽ bị đốn hạ để trang trí (cây Giáng sinh). Cuối cùng tập tục này đã trở thành một phần của lễ Giáng sinh của Cơ đốc giáo. Đáng chú ý nhất là Gethsemane, địa điểm nơi Chúa Giêsu bị phản bội dưới tay của Judas Iscariot theo kinh thánh. Do đó, khu vườn đã trở thành một địa điểm hành hương. Các vị Thánh Công giáo gắn liền với những cây và địa điểm cụ thể cũng trở thành địa điểm hành hương trong Kitô giáo sơ khai.

## Hình ảnh

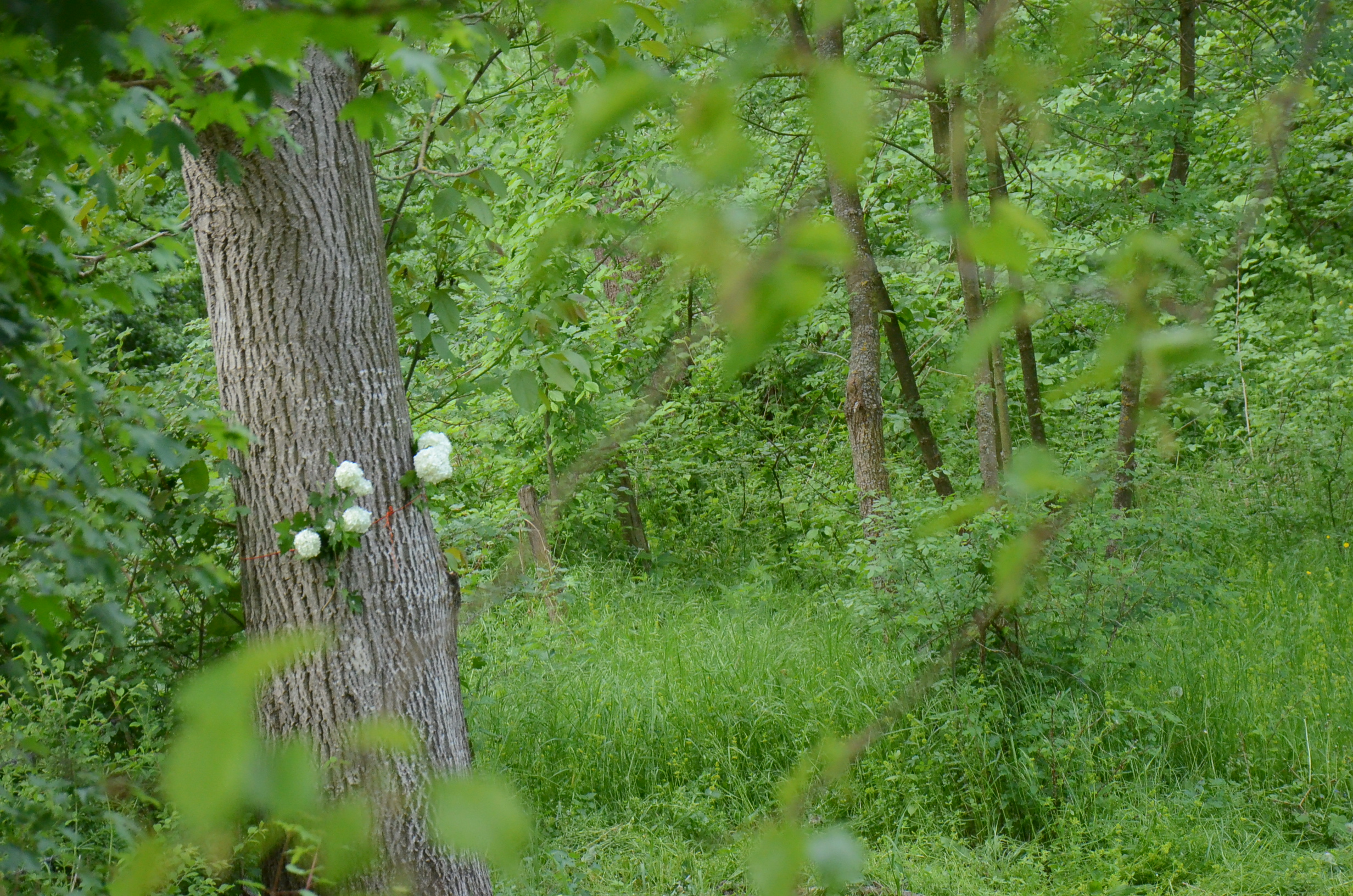
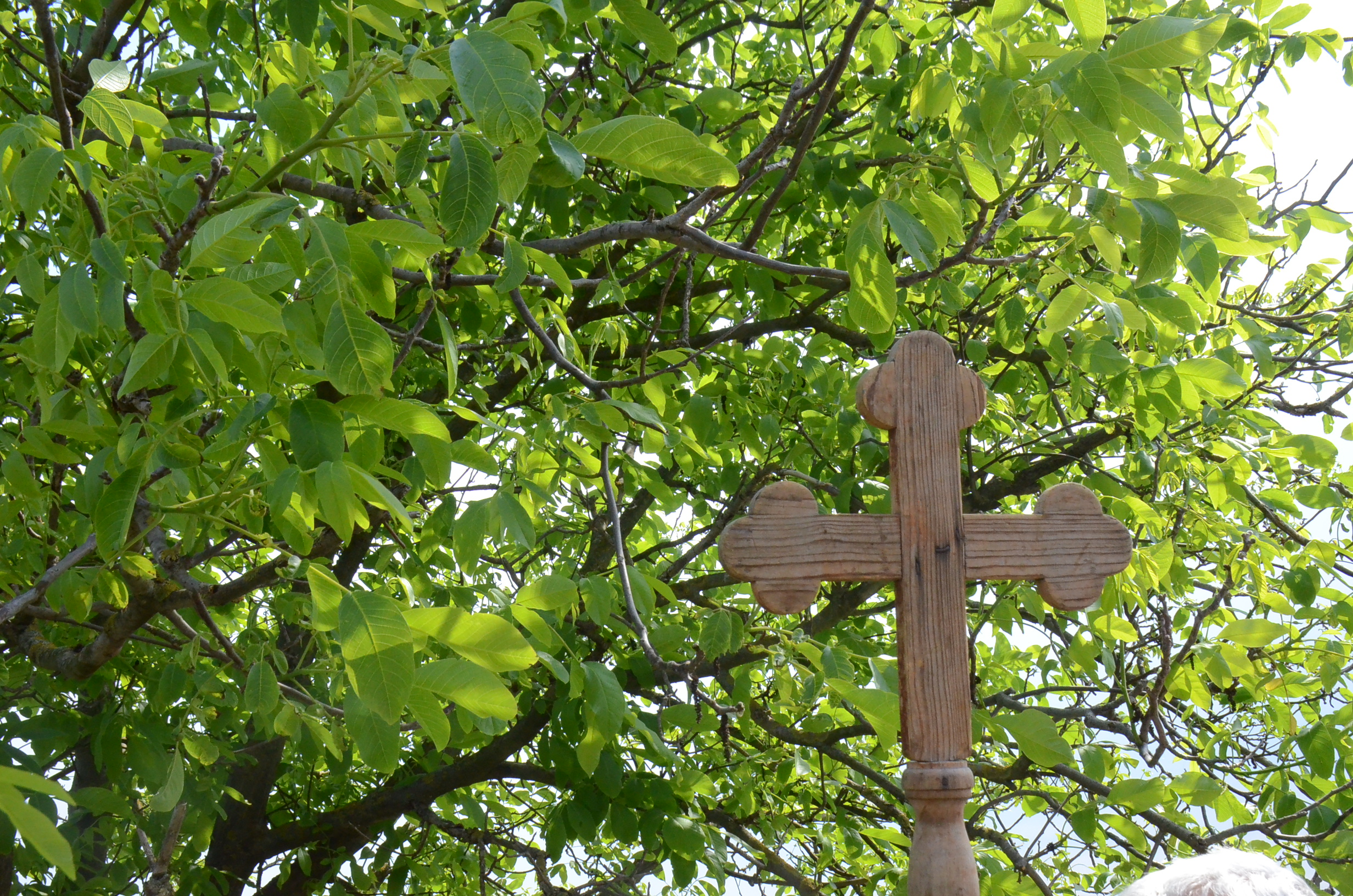
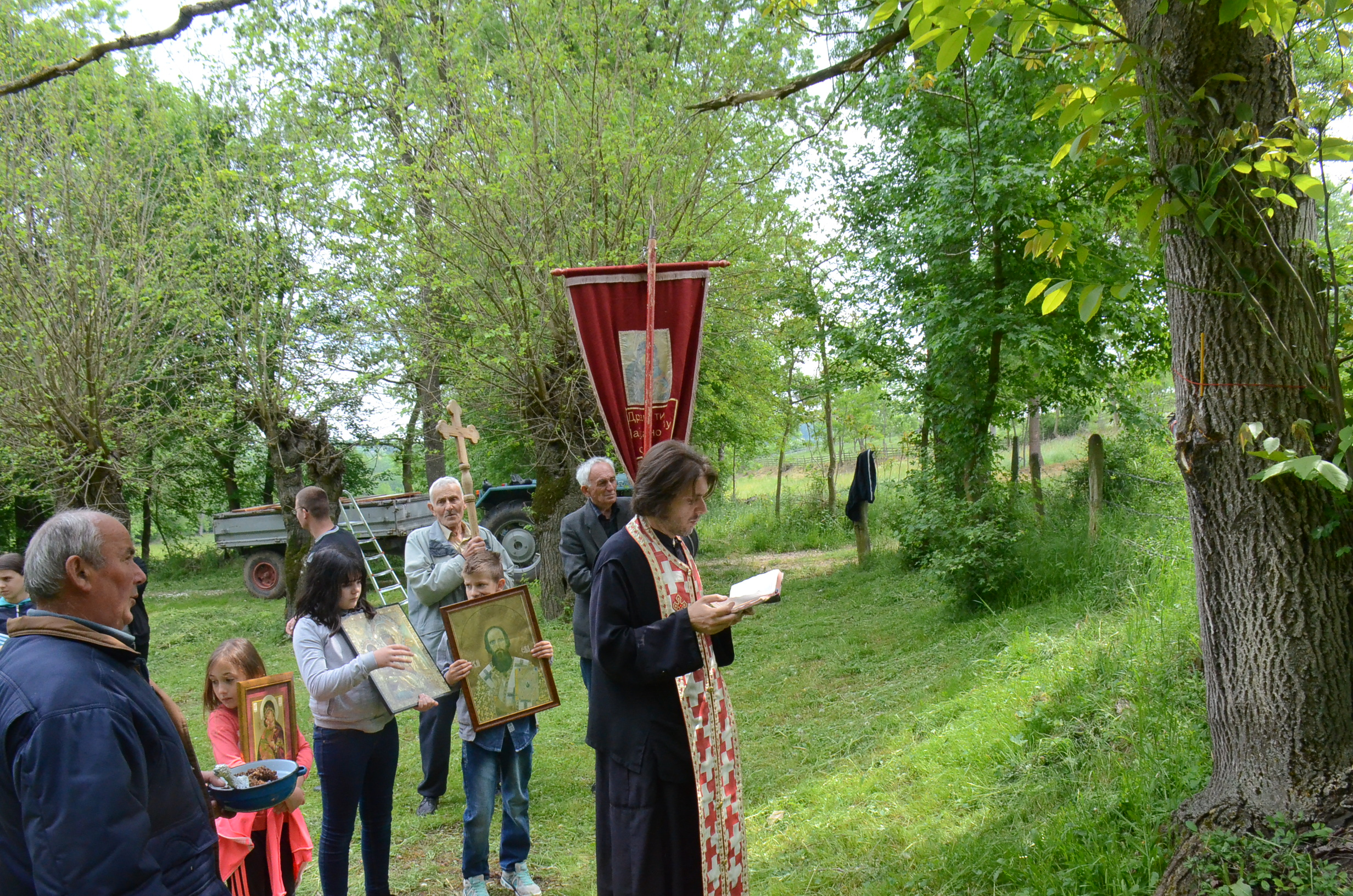
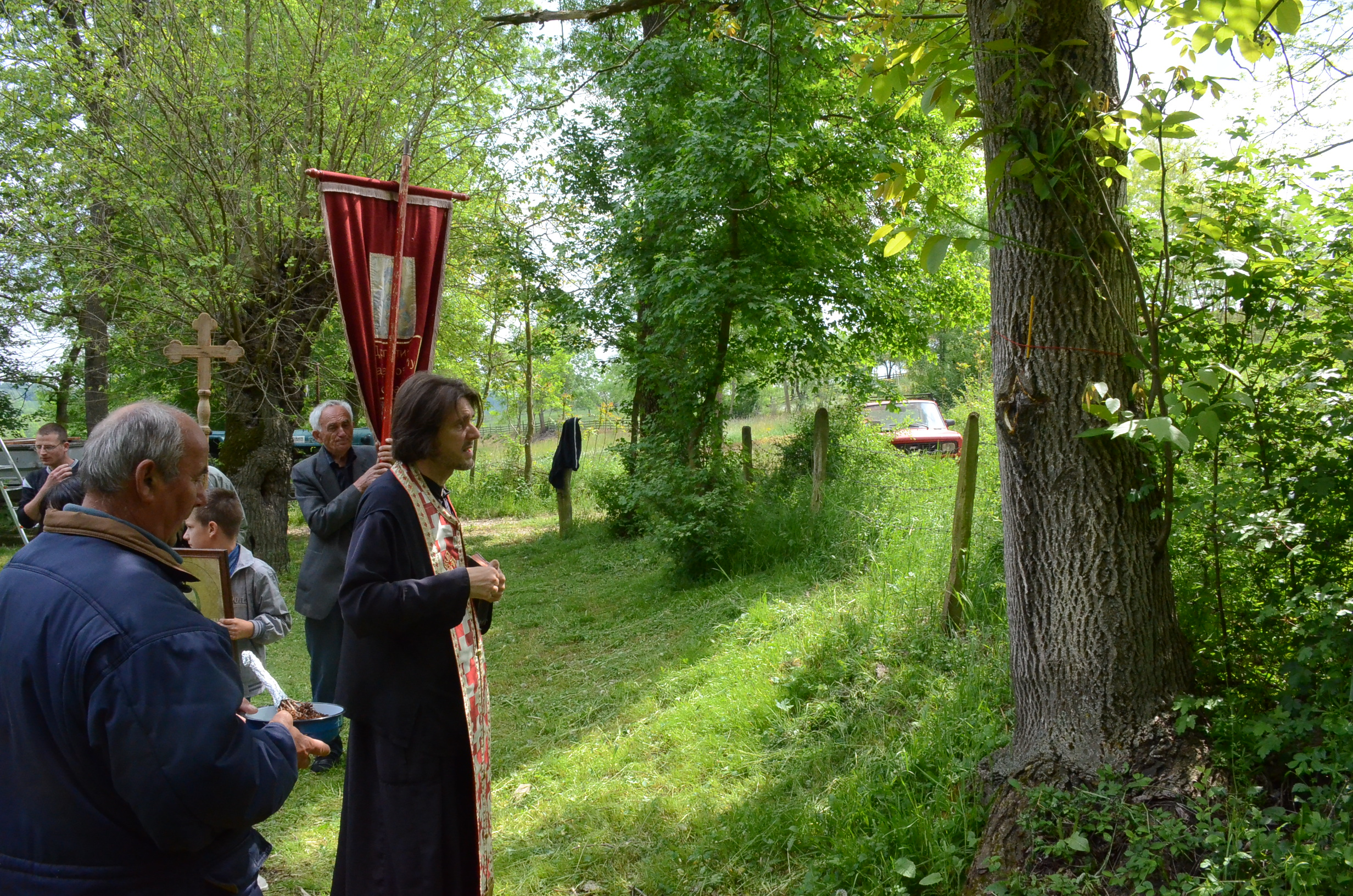
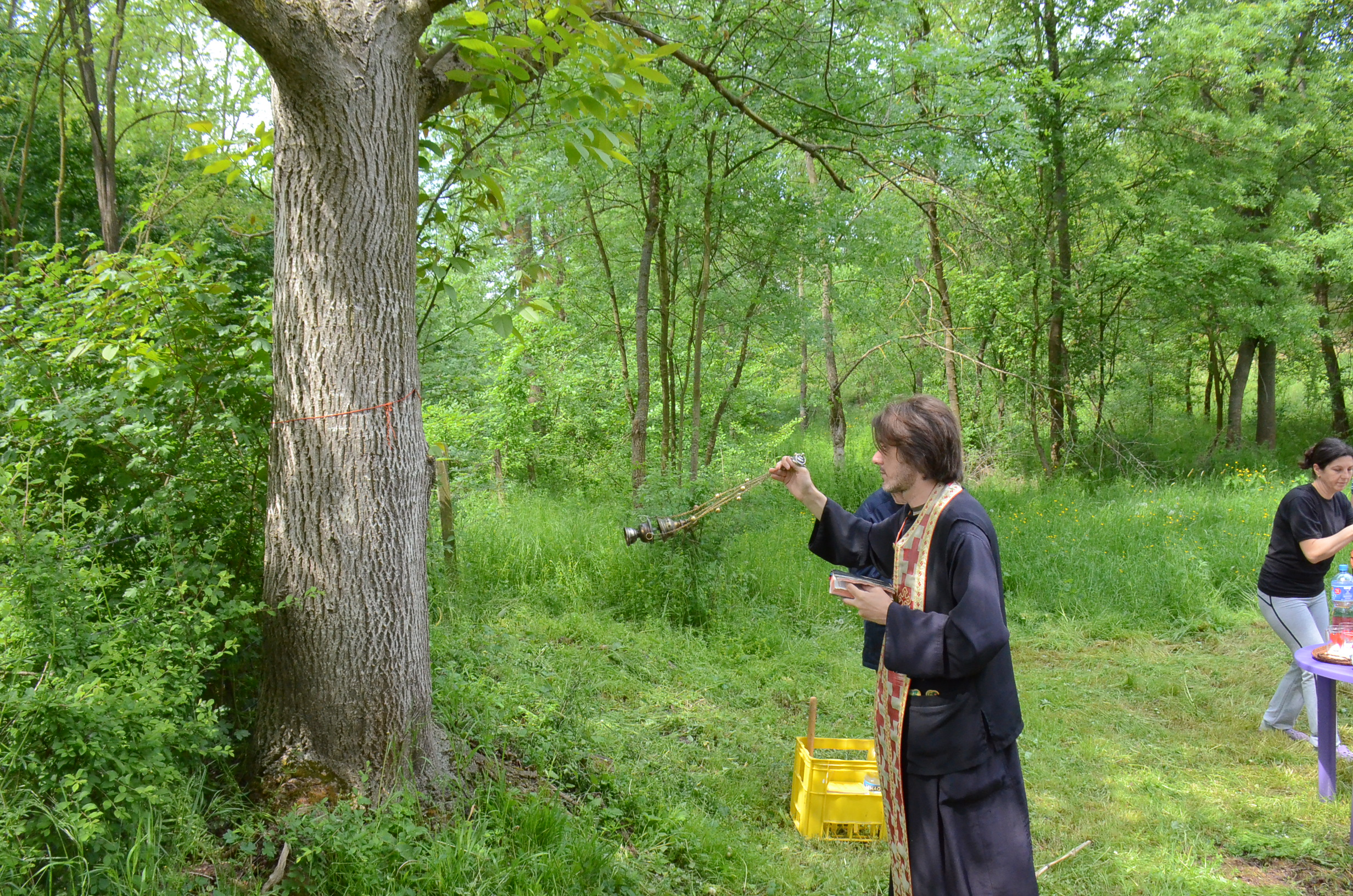
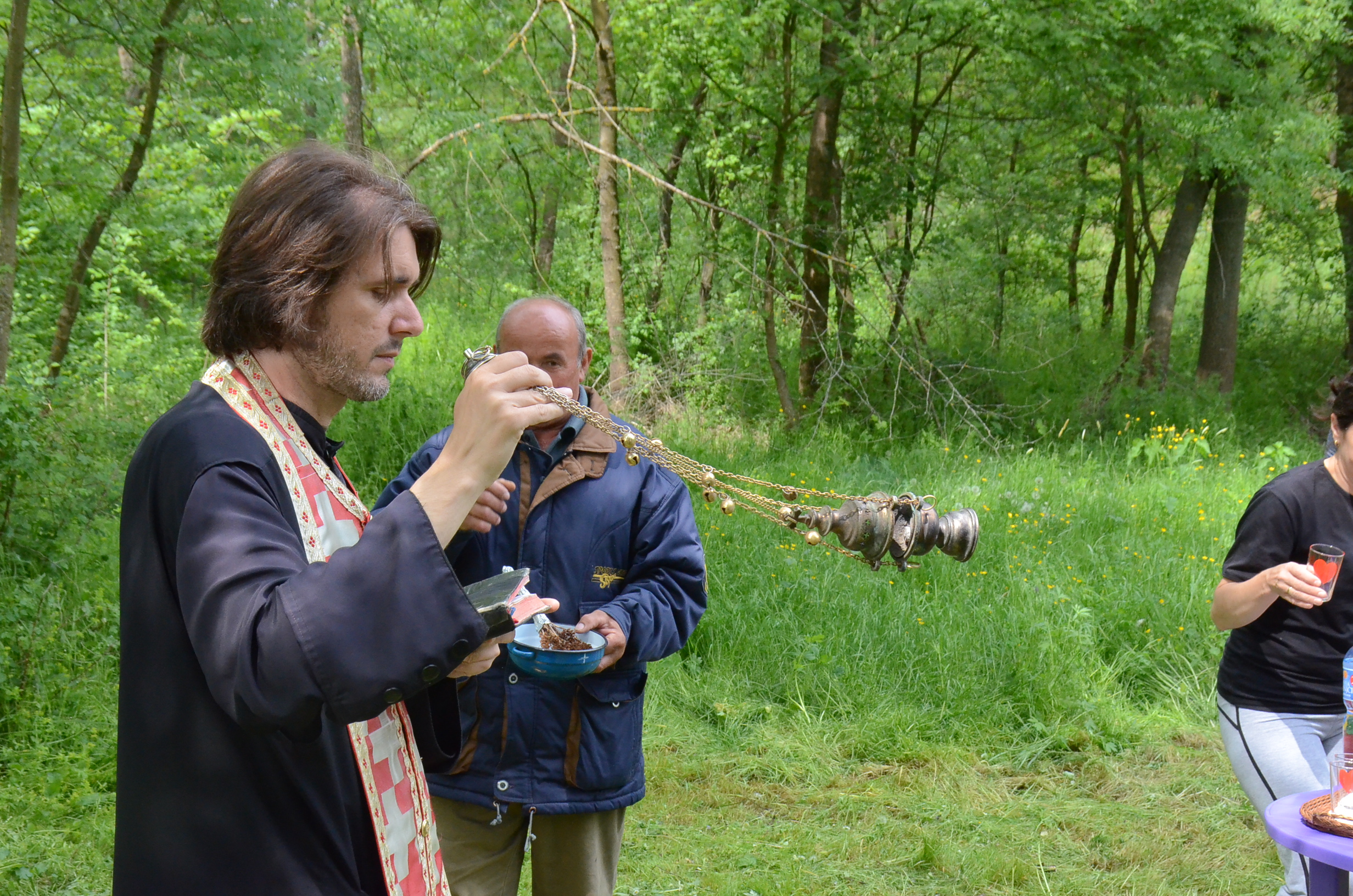